# Reim 2
Reim 2 är den tyske pop-/schlagersångaren Matthias Reims andra soloalbum, utgivet i september 1991 på Polydor. Albumet producerades av Reim själv; denne skrev också alla låtar utom "Ich hab' mich so auf Dich gefreut" och "Du fehlst mir", som skrevs tillsammans med Bernd Dietrich.
Albumet låg på den tyska topplistan i 31 veckor, som högst på femte plats. "Ich hab' mich so auf Dich gefreut" och "Warum" släpptes som singlar och nådde fjärde respektive sjuttionde plats.

## Låtlista
1. "Ich hab' mich so auf Dich gefreut" – 3:34
2. "Zusammen sein" – 3:34
3. "Warum" – 3:37
4. "Du schlägst wie 'ne Bombe in mein Leben" – 3:22
5. "Du fehlst mir" – 3:27
6. "Daddy" – 4:11
7. "O.K." – 3:44
8. "Ist es zu spät" – 3:37
9. "Herzen" – 3:19
10. "Sag niemals nie" – 3:22
11. "Die sollen alle weggehen" – 2:55
12. "Rampenlicht" – 2:55

## Medverkande
Musiker
- Matthias Reim – sång, gitarr, keyboard
- Thomas Maser – gitarr
- Heike Neumeyer – körsång
- Margot Reim – körsång
- Andrea – körsång

Produktion
- Matthias Reim – producent, text, musik, inspelningstekniker
- Bernd Dietrich – text, musik
- Roland Braune – skivomslag
- Margot Reim – foto